# ریو فوکودومه
ریو فوکودومه (انگلیسی: Ryo Fukudome؛ زادهٔ ۲۶ ژوئن ۱۹۷۸) بازیکن فوتبال اهل ژاپن است.
از باشگاه‌هایی که در آن بازی کرده‌است می‌توان به باشگاه فوتبال ساگان توسو اشاره کرد.